# 加里波利戰役中的海軍行動

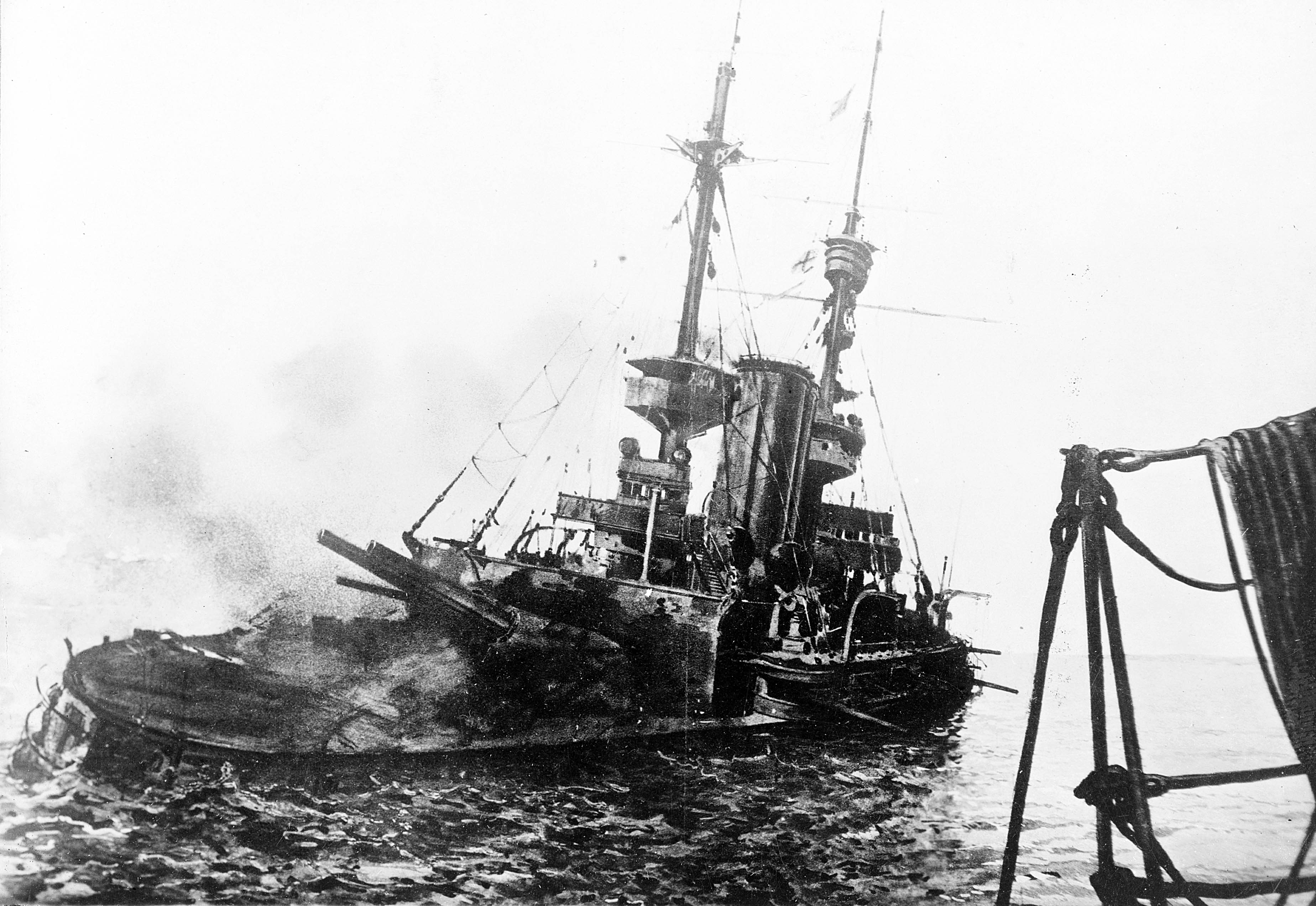
无阻号（HMS Irresistible）被水雷击沉，3月18日。

英法两国投入战役共计62艘战舰以及大量辅助船只，并指定英国皇家海军地中海舰队司令萨克维尔·卡登上将负责指挥这次战役。舰队从1915年2月19日起开始炮轰达达尼尔海峡。3月18日，16艘军舰企图强行闯入狭窄的海峡通道， 4艘军舰触发水雷，舰只慌忙撤退。
在陆地上，鄂圖曼军队因遭受突然袭击，纷纷丢弃阵地向内陆退却，英国突击部队在没有遇到抵抗的情况下冲上海岸。德国军事顾问奥托·冯·桑德斯洞悉对方计划登陆加里波利，火速调动军队至战区。鄂圖曼军队掘壕坚守，依据半岛复杂的地形建立了强大的防御体系，又在该地集结炮兵部队。
在英法军队准备扩大战果时，隐蔽在阵地中的鄂圖曼士兵一起开火，把正在攀登悬崖的英军打的措手不及。3月3日，联军的首轮登陆行动宣告失败，卡登上将因伤送回英国。